# Hyllus rotundithorax
Hyllus rotundithorax är en spindelart som beskrevs av Wesolowska, Russel-Smith 2000. Hyllus rotundithorax ingår i släktet Hyllus och familjen hoppspindlar. Inga underarter finns listade i Catalogue of Life.